# 투유 프로젝트 - 슈가맨
《투유 프로젝트 슈가맨》은 JTBC에서 방송하는 예능 프로그램으로 과거 한국 가요계에서 한 시대를 풍미했다가 사라진 가수, 일명 슈가맨을 재조명하는 프로그램이다. 유재석과 유희열의 데뷔 이후 첫 종편 TV 진행 프로그램이기도 하다.

## 방송 시리즈
| 방송 시즌 | 방송 횟수 | 프로그램명             | 방송 기간                          | MC                               |
| --------- | --------- | ---------------------- | ---------------------------------- | -------------------------------- |
| 1기       | 39부작    | 투유 프로젝트 - 슈가맨 | 2015년 10월 20일 ~ 2016년 7월 12일 | 유재석, 유희열, 김이나, 산다라박 |
| 2기       | 19부작    | 투유 프로젝트 - 슈가맨 | 2018년 1월 14일 ~ 2018년 5월 27일  | 유재석, 유희열, 박나래,조이      |
| 3기       | 14부작    | 투유 프로젝트 - 슈가맨 | 2019년 11월 29일 ~ 2020년 3월 6일  | 유재석, 유희열, 김이나, 헤이즈   |

## 방영 목록

### 시즌1
| 회차     | 방송일           | 재석팀                                           | 재석팀                         | 재석팀                         | 승리팀                                 | 희열팀                                          | 희열팀                                 | 희열팀                                 | 비고                                                                  |
| 회차     | 방송일           | 슈가맨 & 슈가송                                  | 쇼맨                           | 프로듀서                       | 승리팀                                 | 슈가맨 & 슈가송                                 | 쇼맨                                   | 프로듀서                               | 비고                                                                  |
| -------- | ---------------- | ------------------------------------------------ | ------------------------------ | ------------------------------ | -------------------------------------- | ----------------------------------------------- | -------------------------------------- | -------------------------------------- | --------------------------------------------------------------------- |
| 파일럿 1 | 2015년 8월 19일  | 김준선 - 아라비안 나이트                         | 하니                           | 신혁                           | 재석팀                                 | 박준희 - 눈 감아 봐도                           | 매드 클라운 & 소진                     | 신사동 호랭이                          |                                                                       |
| 파일럿 2 | 2015년 8월 26일  | 유승범 - 질투 (질투 OST)                         | 존 박 & 지민                   | 신혁                           | 재석팀                                 | 김부용 - 풍요 속의 빈곤                         | 김성규 & 경리                          | 신사동 호랭이                          |                                                                       |
| 1회      | 2015년 10월 20일 | 미스터 투 - 하얀겨울                             | 진영 & 바로                    | 블랙아이드필승                 | 희열팀                                 | H - 잊었니                                      | 윤보미 & 김남주                        | 신사동 호랭이                          |                                                                       |
| 2회      | 2015년 10월 27일 | 구본승 - 너 하나만을 위해                        | 다이나믹 듀오                  | 플래닛쉬버                     | 재석팀                                 | 줄리엣 - 기다려 늑대                            | 제시                                   | 스윗튠                                 |                                                                       |
| 3회      | 2015년 11월 3일  | 최용준 - 아마도 그건                             | 로꼬 & 크러쉬                  | 필터                           | 희열팀                                 | 강현수 - 그런가 봐요                            | 초아                                   | 스윗튠                                 | 개그맨 박경림 깜짝출연...                                             |
| 4회      | 2015년 11월 10일 | 박준하 - 너를 처음 만난 그때                     | 황치열 & 백아연                | 블랙아이드필승                 | 재석팀                                 | 에메랄드 캐슬 - 발걸음                          | 10cm                                   | 10cm                                   |                                                                       |
| 5회      | 2015년 11월 17일 | 리치 - 사랑해, 이 말 밖엔...                     | 종현                           | 필터                           | 재석팀                                 | izi - 응급실 (쾌걸춘향 OST)                     | 정승환                                 | 돈 스파이크                            | izi(오진성만 출연)                                                    |
| 6회      | 2015년 11월 24일 | J - 어제처럼                                     | 솔라 & 문별                    | 용감한 형제                    | 재석팀                                 | 김민우 - 사랑일 뿐야                            | 엠버 & 루나                            | 돈 스파이크                            |                                                                       |
| 7회      | 2015년 12월 1일  | 미스미스터 - 널 위한 거야                        | 박정현                         | 윤종신                         | 희열팀                                 | 뱅크(정시로) - 가질 수 없는 너                  | 거미                                   | 유희열                                 |                                                                       |
| 8회      | 2015년 12월 8일  | 故 서지원 - 내 눈물 모아                         | 린                             | 블랙아이드필승                 | 희열팀                                 | 故 박용하 - 처음 그 날처럼 (올인 OST)           | 전우성 & 강균성                        | 신사동 호랭이                          | 故人 특집                                                             |
| 9회      | 2015년 12월 15일 | 루머스 - Storm                                   | 제아 & 가인                    | 필터                           | 희열팀                                 | 김현성 - Heaven                                 | 조권                                   | 돈 스파이크                            | 희열팀 스폐셜 MC 유인나 , 재석팀 깜짝출연: 작곡가의 주영훈깜짝출연... |
| 10회     | 2015년 12월 22일 | 강성 - 야인 (야인시대 OST)                       | 로이킴                         | 블랙아이드필승                 | 무승부                                 | 정재욱 - 잘가요                                 | 허각                                   | 스윗튠                                 |                                                                       |
| 11회     | 2015년 12월 29일 | 서주경 - 당돌한 여자                             | 트와이스                       | 용감한 형제                    | 재석팀                                 | 임주리 - 립스틱 짙게 바르고                     | 러블리즈                               | 스윗튠                                 |                                                                       |
| 12회     | 2016년 1월 5일   | 하이디 - 진이                                    | 옥주현                         | 슈퍼창따이                     | 희열팀                                 | 야다 - 이미 슬픈 사랑                           | 이영현                                 | 돈 스파이크                            |                                                                       |
| 13회     | 2016년 1월 12일  | 노이즈 - 너에게 원한건                           | 레드벨벳                       | 필터                           | 희열팀                                 | 노이즈 - 상상속의 너                            | 오렌지 캬라멜                          | 계범주 & 우지                          | 노이즈(홍종구, 한상일, 김학규만 출연. 천성일은 개인사정으로 불참)     |
| 14회     | 2016년 1월 19일  | 모세 - 사랑인 걸                                 | iKON                           | 딘                             | 희열팀                                 | 김돈규 - 나만의 슬픔                            | 옴므                                   | 로코 & 안영민                          |                                                                       |
| 15회     | 2016년 1월 26일  | 파파야 - 사랑 만들기                             | 케이윌                         | 유재환                         | 재석팀                                 | 인디고 - 여름아 부탁해                          | 나윤권                                 | 뮤지                                   | 걸그룹 최초 슈가맨 (파파야)                                           |
| 16회     | 2016년 2월 2일   | 페이지(이가은) - 이별이 오지 못하게 (로망스 OST) | 김태우                         | 조커                           | 재석팀                                 | 리즈 - 그댄 행복에 살텐데                       | 김범수                                 | 돈 스파이크                            |                                                                       |
| 17회     | 2016년 2월 9일   | 차태현 - I Love You                              | 정준영                         | 필터                           | 재석팀                                 | 강성연(보보) - 늦은 후회                        | 윤하                                   | 신지호                                 | 배우 특집 1탄                                                         |
| 18회     | 2016년 2월 16일  | 구피 - 많이많이                                  | 유성은 & 트루디                | 블랙아이드필승                 | 희열팀                                 | 량현량하 - 학교를 안갔어                        | 강남 & 치타                            | 스윗튠                                 |                                                                       |
| 19회     | 2016년 2월 23일  | 정일영 - 기도 (가을동화 OST)                     | 에일리                         | 유재환                         | 제동팀                                 | K2 - 그녀의 연인에게                            | 정은지                                 | 뮤지                                   |                                                                       |
| 20회     | 2016년 3월 1일   | 코나 - 우리의 밤은 당신의 낮보다 아름답다        | 김조한                         | 필터                           | 희열팀                                 | 이현섭 - My Love (발리에서 생긴 일 OST)         | 임정희                                 | 로코 & 안영민                          |                                                                       |
| 21회     | 2016년 3월 8일   | 해이 - Je T`aime                                 | WINNER                         | 딘                             | 희열팀                                 | 한경일 - 한 사람을 사랑했네                     | 규현                                   | 돈 스파이크                            |                                                                       |
| 22회     | 2016년 3월 15일  | 황규영 - 나는 문제 없어                          | 이해리                         | 조커                           | 희열팀                                 | 차수경 - 용서 못 해 (아내의 유혹 OST)           | 손승연                                 | 신지호                                 |                                                                       |
| 23회     | 2016년 3월 22일  | 모노 - 넌 언제나                                 | 사이먼 도미닉 & 그레이         | 사이먼 도미닉 & 그레이         | 재석팀                                 | 주주클럽 - 나는 나                              | 장미여관                               | 장미여관                               | 주주클럽(주다인만 출연)                                               |
| 24회     | 2016년 3월 29일  | 러브홀릭 - Loveholic                             | 거미                           | 조커                           | 희열팀                                 | 플라워 - Endless (눈꽃 OST)                     | 차지연                                 | 로코 & 안영민                          | 러브홀릭(지선만 출연)                                                 |
| 25회     | 2016년 4월 5일   | 투야 - 봐                                        | 민아                           | 버벌진트                       | 희열팀                                 | 디바 - Up & Down                                | 하하 & 스컬                            | 챈슬러                                 | 레전드 여성그룹 특집 1탄                                              |
| 26회     | 2016년 4월 12일  | 더 넛츠 - 사랑의 바보                            | 이하이                         | 필터                           | 희열팀                                 | 더 네임 - The Name                              | 박보람                                 | 정용화                                 |                                                                       |
| 27회     | 2016년 4월 19일  | 에스더 - 뭐를 잘못한 거니                        | 정엽                           | 조커                           | 재석팀                                 | 테이크 - 나비무덤                               | 이석훈                                 | 돈 스파이크                            |                                                                       |
| 28회     | 2016년 4월 26일  | 바나나 걸(안수지) - 엉덩이                       | I.O.I                          | 챈슬러 & 텐조                  | 재석팀                                 | 철이와 미애 - 너는 왜                           | 제시 & 한해                            | 라이머                                 |                                                                       |
| 29회     | 2016년 5월 3일   | 손지창 - 사랑하고 있다는 걸 (마지막 승부 OST)    | 이이경                         | 조커                           | 재석팀                                 | 나현희 - 사랑하지 않을 꺼야 (사랑을 위하여 OST) | 이성경                                 | 로코 & 안영민                          | 배우 특집 2탄                                                         |
| 30회     | 2016년 5월 10일  | 스페이스 A - 섹시한 남자                         | 마마무                         | 뮤지                           | 재석팀                                 | 리아 - 눈물                                     | V.O.S                                  | V.O.S                                  | 스페이스 A(루루 불참)                                                 |
| 31회     | 2016년 5월 17일  | 유미 - 사랑은 언제나 목마르다                    | 전우성 & 강균성                | 조커                           | 희열팀                                 | 혜령 - 슬픔을 참는 세가지 방법                  | 옴므                                   | 로코 & 안영민                          |                                                                       |
| 32회     | 2016년 5월 24일  | 도원경 - 다시 사랑한다면                         | EXO                            | 블랙아이드필승                 | 재석팀                                 | 더더 박혜경 - 내게 다시                         | EXID                                   | 타스코                                 | 더더(박혜경)                                                          |
| 33회     | 2016년 5월 31일  | Y2K - 헤어진 후에                                | 김태현 & 김현우                | 김태현 & 김현우                | 희열팀                                 | S#arp - Sweety                                  | 딘딘 & 윤보미                          | 딘딘 & 윤보미                          | 복원 슈가맨 특집                                                      |
| 33회     | 2016년 5월 31일  | UP - 뿌요뿌요                                    | 미미 & 승희                    | 미미 & 승희                    | 희열팀                                 | 투투 - 일과 이분의 일                           | 남우현                                 | 남우현                                 | 복원 슈가맨 특집                                                      |
| 34회     | 2016년 6월 7일   | 더 자두 - 대화가 필요해                          | 손승연                         | 조커                           | 희열팀                                 | 녹색지대 - 준비 없는 이별                       | 이영현                                 | 돈 스파이크                            | 최강 디바 왕중왕전(승자 디바 왕중왕전)                                |
| 35회     | 2016년 6월 14일  | 이예린 - 늘 지금처럼                             | 악동뮤지션                     | 악동뮤지션                     | 재석팀                                 | 잼 - 난 멈추지 않는다                           | 샘 김 & 권진아                         | 샘 김 & 권진아                         | 잼(리더 조진수는 스케줄상 불참)                                       |
| 36회     | 2016년 6월 21일  | 키스 - 여자이니까                                | 다비치                         | 필터                           | 재석팀                                 | 클레오 - Good Time                              | 피에스타                               | 라디                                   | 레전드 여성그룹 특집 2탄, 클레오(박예은 대신 공서영 출연)             |
| 37회     | 2016년 6월 28일  | 마골피 - 비행소녀                                | 나만의 슈가맨 10대 대표 정다빈 | 나만의 슈가맨 10대 대표 정다빈 | 정다빈 우승                            | 이수훈 - 고백                                   | 나만의 슈가맨 30대 대표 소진           | 나만의 슈가맨 30대 대표 소진           | 연예인 세대별 나만의 슈가맨 특집                                      |
| 37회     | 2016년 6월 28일  | F-iV - Girl                                      | 나만의 슈가맨 20대 대표 정채연 | 나만의 슈가맨 20대 대표 정채연 | 정다빈 우승                            | 이장우 - 훈련소 가는 길                         | 나만의 슈가맨 40대 대표 서장훈         | 나만의 슈가맨 40대 대표 서장훈         | 연예인 세대별 나만의 슈가맨 특집                                      |
| 37회     | 2016년 6월 28일  | KCM - 흑백사진                                   | KCM - 흑백사진                 | KCM - 흑백사진                 | 나만의 슈가맨 MC대표 박산다라 & 김이나 | 나만의 슈가맨 MC대표 박산다라 & 김이나          | 나만의 슈가맨 MC대표 박산다라 & 김이나 | 나만의 슈가맨 MC대표 박산다라 & 김이나 | 연예인 세대별 나만의 슈가맨 특집                                      |
| 38회     | 2016년 7월 5일   | 벅 - 맨발의 청춘                                 | 서인영 & 김태우                | 조커                           | 희열팀                                 | UN - 선물                                       | 백아연 & 산들                          | 로코 & 안영민                          | 레전드 듀오 (마지막 슈가맨)                                           |

### 시즌2
| 회차 | 방송일          | 재석팀                       | 재석팀             | 승리팀      | 희열팀                     | 희열팀          | 비고                                                                                               |
| 회차 | 방송일          | 슈가맨 & 슈가송              | 쇼맨               | 승리팀      | 슈가맨 & 슈가송            | 쇼맨            | 비고                                                                                               |
| ---- | --------------- | ---------------------------- | ------------------ | ----------- | -------------------------- | --------------- | -------------------------------------------------------------------------------------------------- |
| 1회  | 2018년 1월 14일 | 영턱스클럽 - 정              | 구구단             | 재석팀      | 이지연 - 바람아 멈추어다오 | 뉴이스트 W      | 영턱스클럽 (임성은, 최승민, 박성현, 송진아, 한현남) 구구단 (미미, 하나, 김세정, 미나, 혜연)        |
| 2회  | 2018년 1월 21일 | 포지션 - I Love You          | 거미               | 재석팀      | 김상민 - You               | 멜로망스        | 포지션 (임재욱)                                                                                    |
| 3회  | 2018년 1월 28일 | 쎄쎄쎄 - 떠날 거야           | 레드벨벳           | 희열팀      | K-POP - 그림자             | 아스트로        | |
| 4회  | 2018년 2월 4일  | 도그 - 경아의 하루           | 신현희와 김루트    | 재석팀      | 걸 - 아스피린              | 윤딴딴 & 양요섭 | 도그 (왁스 & 이혁준) 걸 (김세헌)                                                                   |
| 5회  | 2018년 2월 11일 | 디베이스 - 모든 것을 너에게  | iKON               | 희열팀      | 파란 - 첫사랑              | 소유 & 정세운   | 파란 (피오, 에이스, 라이언, 에이제이) 디베이스 (제드, 지훈, 오수안, 남현준)                        |
| 6회  | 2018년 2월 25일 | 지누 - 엉뚱한 상상           | 헨리 & 써니        | 희열팀      | 아담 - 세상엔 없는 사랑    | 어반자카파      | 제로 (박성철)                                                                                      |
| 7회  | 2018년 3월 4일  | 콜라 - 우울한 우연           | 마마무             | 재석팀      | 7공주 - Love Song          | 오마이걸        | 콜라 (박준희, 김영완, 김송) 7공주 (오인영, 이영유, 황지우, 김성령, 권고은, 박유림, 황세희)         |
| 8회  | 2018년 3월 11일 | 익스 - 잘 부탁드립니다       | 우주소녀           | 희열팀      | 투샤이 - Love Letter       | 장덕철          | 익스 (이상미) 투샤이 (트래비스, 조홍기)                                                            |
| 9회  | 2018년 3월 18일 | 이혜영 - 라 돌체 비타        | 워너원             | 재석팀      | 이지훈 - 왜 하늘은...      | 백아연 & 박지민 | 워너원 (옹성우, 김재환, 강다니엘, 박지훈, 배진영, 이대휘)                                          |
| 10회 | 2018년 3월 25일 | 컬트 - 너를 품에 안으면      | 길구봉구           | 재석팀      | 5tion - More Than Words    | 다비치          | 컬트 (김준선, 손정한, 전승우)                                                                      |
| 11회 | 2018년 4월 1일  | 故 김성재 - 말하자면         | 몬스타엑스         | 희열팀      | 故 최진영 - 영원           | B1A4            | 김성재의 동생 김성욱과 이본, 디바의 지니 출연, 강현수와 ‘영원’의 작곡가 플라워 고성진, 조장혁 출연 |
| 12회 | 2018년 4월 8일  | 쥬얼리 - One More Time       | 위키미키           | 희열팀      | 원투 - 자~ 엉덩이          | EXID            | 쥬얼리 (박정아, 서인영, 김은정, 하주연) 원투 (송호범, 오창훈)                                      |
| 13회 | 2018년 4월 15일 | 앤 - 혼자 하는 사랑          | 브라운 아이드 소울 | 재석팀      | 이기찬 - 감기              | 비투비 블루     | 브라운 아이드 소울 (정엽 & 영준)                                                                   |
| 14회 | 2018년 4월 22일 | 란 - 어쩌다가                | 선우정아           | 재석팀      | 이정봉 - 어떤가요          | 정승환          | 란 (1대 란 전초아)                                                                                 |
| 15회 | 2018년 4월 29일 | 위치스 - 떳다!! 그녀!!       | 유재석             | 유재석 우승 | 강우진 - Love              | 유희열          | MC PICK 슈가맨 특집                                                                                |
| 15회 | 2018년 4월 29일 | 장연주 - Something Special   | 조이               | 유재석 우승 | 손상미 - 헤라의 질투       | 박나래          | MC PICK 슈가맨 특집                                                                                |
| 16회 | 2018년 5월 6일  | 이지라이프 - 너 말고 니 언니 | 딘딘 & 케이윌      | 희열팀      | 나비효과 - 첫사랑          | 위너            | 나비효과 (김바다) 이지라이프 (DK4알지, 털보이)                                                     |
| 17회 | 2018년 5월 13일 | 팀 - 사랑합니다              | 포레스텔라         | 재석팀      | 김형중 - 그랬나봐          | 유앤비          | |
| 18회 | 2018년 5월 20일 | 양동근 - 골목길              | 블락비바스타즈     | 재석팀      | 장나라 - Sweet Dream       | 러블리즈        | 특별 슈가맨 (이재민) 조이 하차                                                                     |
| 19회 | 2018년 5월 27일 | 솔리드 - 천생연분            | 이하이 & 이수현    | 희열팀      | 솔리드 - 이 밤의 끝을 잡고 | 한해 & 정은지   | 스페셜 플러스 원 스페셜 MC (김이나)                                                                |

### 시즌3
| 회차 | 방송일           | 재석팀                                 | 재석팀               | 승리팀                                 | 희열팀                                    | 희열팀                                 | 비고                                                                                         |
| 회차 | 방송일           | 슈가맨 & 슈가송                        | 쇼맨                 | 승리팀                                 | 슈가맨 & 슈가송                           | 쇼맨                                   | 비고                                                                                         |
| ---- | ---------------- | -------------------------------------- | -------------------- | -------------------------------------- | ----------------------------------------- | -------------------------------------- | -------------------------------------------------------------------------------------------- |
| 1회  | 2019년 11월 29일 | 태사자 - 도                            | 펜타곤               | 재석팀                                 | 최연제 - 너의 마음을 내게 준다면          | 헤이즈 & 콜드                          | 태사자 (김형준, 박준석, 이동윤, 김영민)                                                      |
| 2회  | 2019년 12월 6일  | 양준일 - 리베카                        | 김재환               | 재석팀                                 | 이소은 - 서방님                           | 호피폴라                               |                                                                                              |
| 3회  | 2019년 12월 13일 | A.R.T - 슬픈 얼굴                      | 러블리즈             | 희열팀                                 | 애즈 원 - 원하고 원망하죠                 | 데이브레이크                           | A.R.T (김민수, 박성준, 김성찬) 애즈 원 (이민, 크리스탈)                                      |
| 4회  | 2019년 12월 20일 | LPG 1기- 캉캉 & LPG 2기- 사랑의 초인종 | 모모랜드             | 희열팀                                 | 45RPM - 즐거운 생활                       | 자이언트 핑크 & 키썸                   | LPG 1기 (연오, 허윤아, 한영) & LPG 2기 (수연, 유미, 가연, 세미, 은별) 45RPM (이현배, 박재진) |
| 5회  | 2020년 1월 3일   | 최불암 & 정여진 - 아빠의 말씀          | 김강훈 & 양동근      | 희열팀                                 | 김국환 & 해동 부자 - 아빠와 함께 뚜비뚜바 | UV                                     |                                                                                              |
| 6회  | 2020년 1월 10일  | 장현철 - 걸어서 하늘까지               | 재석 & 하성운팀      | 재석&성운팀 벌칙                       | 글루미 써티스 - 바꿔 (추노 OST)           | 희열 & 황광희팀                        | 100불 도전 특집, 3팀으로 나누어 진행 글루미 써티스 (보컬 신용남)                             |
| 6회  | 2020년 1월 10일  | 양혜승 - 화려한 싱글                   | 양혜승 - 화려한 싱글 | 나만의 슈가맨 MC대표 헤이즈 & 김이나팀 | 나만의 슈가맨 MC대표 헤이즈 & 김이나팀    | 나만의 슈가맨 MC대표 헤이즈 & 김이나팀 |                                                                                              |
| 7회  | 2020년 1월 17일  | 프리스타일 - Y (Feat. 정희경)          | 권진아 & 서동현      | 재석팀                                 | 여행스케치 - 별이 진다네                  | 솔지                                   | 프리스타일 (미노, 지오) 여행스케치 (조병석, 남준봉, 윤사라, 이선아, 문형석, 성윤용)          |
| 8회  | 2020년 1월 24일  | 신신애 - 세상은 요지경                 | 선우정아             | 재석팀                                 | 문주란 - 남자는 여자를 귀찮게 해          | 정승환                                 | 설맞이 트로트특집                                                                            |
| 9회  | 2020년 1월 31일  | 김정민 - 슬픈 언약식                   | 김필                 | 재석팀                                 | 김원준 - Show                             | (여자)아이들                           |                                                                                              |
| 10회 | 2020년 2월 7일   | 조이디 - 9 to 5                        | SF9                  | 재석팀                                 | 진주 - 난 괜찮아                          | 몽니                                   |                                                                                              |
| 11회 | 2020년 2월 14일  | 마로니에 - 칵테일 사랑                 | 여자친구             | 희열팀                                 | 더 크로스 - Don`t Cry                     | 엔플라잉                               | 마로니에 1기 (신윤미, 권인하) 더 크로스 (김혁건, 이시하)                                     |
| 12회 | 2020년 2월 21일  | 정인호 - 해요                          | 윤하                 | 재석팀                                 | 씨야 - 사랑의 인사                        | 적재                                   | 씨야 (남규리, 김연지, 이보람)                                                                |
| 13회 | 2020년 2월 28일  | 이수영 - 라라라                        | 소란                 | 희열팀                                 | 김사랑 - Feeling                          | HYNN                                   | [ 7 ]                                                                                        |
| 14회 | 2020년 3월 6일   | 자자 - 버스 안에서                     | Kei & TAG & 이장준   | 희열팀                                 | 자전거 탄 풍경 - 너에게 난 나에게 넌      | 정은지                                 | 자자 (유영, 조원상) 자전거 탄 풍경 (김형섭, 송봉주, 강인봉) 2NYNE (키마, 젤라)               |

## 시청률
최저 시청률과 최고 시청률은 시청률 조사회사와 지역별로 시청률에 차이가 있을 수 있습니다.

### 시즌1

#### 2015년
| 회차 | 방영일           | 닐슨 전국 | TNmS 전국 |
| ---- | ---------------- | --------- | --------- |
| 1회  | 2015년 10월 20일 | 1.3%      | 1.6%      |
| 2회  | 2015년 10월 27일 | 1.7%      | 1.2%      |
| 3회  | 2015년 11월 3일  | 1.6%      | 1.4%      |
| 4회  | 2015년 11월 10일 | 1.9%      | 1.6%      |
| 5회  | 2015년 11월 17일 | 1.7%      | 1.5%      |
| 6회  | 2015년 11월 24일 | 2.4%      | 2.2%      |
| 7회  | 2015년 12월 1일  | 3.3%      | 2.8%      |
| 8회  | 2015년 12월 8일  | 3.0%      | 2.2%      |
| 9회  | 2015년 12월 15일 | 3.2%      | 2.4%      |
| 10회 | 2015년 12월 22일 | 2.7%      | 2.2%      |
| 11회 | 2015년 12월 29일 | 1.6%      | 1.8%      |

#### 2016년
| 회차 | 방영일          | 닐슨 전국 | TNmS 전국 |
| ---- | --------------- | --------- | --------- |
| 12회 | 2016년 1월 5일  | 3.2%      | 2.3%      |
| 13회 | 2016년 1월 12일 | 2.9%      | 2.2%      |
| 14회 | 2016년 1월 19일 | 2.6%      | 2.5%      |
| 15회 | 2016년 1월 26일 | 2.8%      | 2.3%      |
| 16회 | 2016년 2월 2일  | 2.9%      | 2.4%      |
| 17회 | 2016년 2월 9일  | 3.0%      | 4.1%      |
| 18회 | 2016년 2월 16일 | 2.4%      | 3.3%      |
| 19회 | 2016년 2월 23일 | 2.7%      | 3.1%      |
| 20회 | 2016년 3월 1일  | 2.2%      | 2.4%      |
| 21회 | 2016년 3월 8일  | 2.7%      | 2.9%      |
| 22회 | 2016년 3월 15일 | 2.8%      | 3.0%      |
| 23회 | 2016년 3월 22일 | 2.5%      | 2.5%      |
| 24회 | 2016년 3월 29일 | 3.1%      | 3.2%      |
| 25회 | 2016년 4월 5일  | 3.0%      | 3.4%      |
| 26회 | 2016년 4월 12일 | 3.4%      | 3.2%      |
| 27회 | 2016년 4월 19일 | 3.0%      | 2.7%      |
| 28회 | 2016년 4월 26일 | 3.9%      | 4.0%      |
| 29회 | 2016년 5월 3일  | 3.1%      | 4.1%      |
| 30회 | 2016년 5월 10일 | 3.1%      | 3.8%      |
| 31회 | 2016년 5월 17일 | 2.6%      | 3.1%      |
| 32회 | 2016년 5월 24일 | 2.4%      | 3.1%      |
| 33회 | 2016년 5월 31일 | 2.8%      | 2.8%      |
| 34회 | 2016년 6월 7일  | 2.3%      | 3.4%      |
| 35회 | 2016년 6월 14일 | 1.9%      | 2.6%      |
| 36회 | 2016년 6월 21일 | 2.7%      | 3.0%      |
| 37회 | 2016년 6월 28일 | 2.5%      | 2.6%      |
| 38회 | 2016년 7월 5일  | 3.9%      | 4.5%      |
| 39회 | 2016년 7월 12일 | 2.5%      | 2.9%      |

### 시즌2

#### 2018년
| 회차 | 방영일          | 닐슨 전국 | TNmS 전국 |
| ---- | --------------- | --------- | --------- |
| 1회  | 2018년 1월 14일 | 4.5%      | 6.2%      |
| 2회  | 2018년 1월 21일 | 3.3%      | 4.3%      |
| 3회  | 2018년 1월 28일 | 3.8%      | 5.0%      |
| 4회  | 2018년 2월 4일  | 4.2%      | 5.7%      |
| 5회  | 2018년 2월 11일 | 3.8%      | 5.6%      |
| 6회  | 2018년 2월 25일 | 3.0%      | 4.0%      |
| 7회  | 2018년 3월 4일  | 4.2%      | 5.8%      |
| 8회  | 2018년 3월 11일 | 3.5%      | 4.8%      |
| 9회  | 2018년 3월 18일 | 3.4%      | 4.5%      |
| 10회 | 2018년 3월 25일 | 3.8%      | 4.9%      |
| 11회 | 2018년 4월 1일  | 4.1%      | 5.9%      |
| 12회 | 2018년 4월 8일  | 4.8%      | 5.4%      |
| 13회 | 2018년 4월 15일 | 3.8%      | 5.2%      |
| 14회 | 2018년 4월 22일 | 3.4%      | 4.5%      |
| 15회 | 2018년 4월 29일 | 4.1%      | 5.2%      |
| 16회 | 2018년 5월 6일  | 3.6%      | 4.1%      |
| 17회 | 2018년 5월 13일 | 3.2%      | 4.9%      |
| 18회 | 2018년 5월 20일 | 3.9%      | 5.4%      |
| 19회 | 2018년 5월 27일 | 3.2%      | 5.6%      |

### 시즌3

#### 2019년
| 회차 | 방영일           | 닐슨 전국 | TNmS 전국 |
| ---- | ---------------- | --------- | --------- |
| 1회  | 2019년 11월 29일 | 3.180%    | 3.279%    |
| 2회  | 2019년 12월 6일  | 4.302%    |           |
| 3회  | 2019년 12월 13일 | 3.356%    |           |
| 4회  | 2019년 12월 20일 | 2.718%    |           |

#### 2020년
| 회차 | 방영일          | 닐슨 전국 | TNmS 전국 |
| ---- | --------------- | --------- | --------- |
| 5회  | 2020년 1월 3일  | 4.005%    |           |
| 6회  | 2020년 1월 10일 | 3.792%    |           |
| 7회  | 2020년 1월 17일 | 3.383%    |           |
| 8회  | 2020년 1월 24일 | 3.661%    |           |
| 9회  | 2020년 1월 31일 | 3.593%    |           |
| 10회 | 2020년 2월 7일  | 3.615%    |           |
| 11회 | 2020년 2월 14일 | 4.591%    |           |
| 12회 | 2020년 2월 21일 | 4.313%    |           |
| 13회 | 2020년 2월 28일 | 4.556%    |           |
| 14회 | 2020년 3월 6일  | 5.140%    |           |

## 전문

### 멜로망스 논란에 관한 공식입장
‘공정한 음악생태계 조성을 위한 연대모임’ 기자회견에 대한 JTBC의 입장을 밝힙니다.
JTBC는 지난해 방송된 ‘투유 프로젝트-슈가맨2’를 비롯한 음악 프로그램의 일부 음원 정산 작업이 원활하게 이뤄지지 않았음을 확인했습니다. 뮤지션을 비롯한 관계자들과 시청자 여러분께 사과의 말씀 드립니다.
실무 담당자가 적절하게 대응하지 못해 음원을 제공한 뮤지션과 기획사에 피해가 발생했습니다. 그 동안 문제점을 해결하기 위해 기획사와 대화했으나 합의에 이르지 못했습니다. JTBC의 노력이 충분하지 않았음을 인정합니다.
이번 사안을 계기로 JTBC는 지금까지 제작한 음악 프로그램의 정산 작업 전반을 점검하겠습니다. 필요하다면 외부 전문가를 참여시키겠습니다. 그리고 체계적인 시스템을 마련하겠습니다. 피해를 입은 뮤지션과 기획사에 대해서는 적절히 보상하겠습니다. 이를 위해 해당 뮤지션 측과 충분히 대화하겠습니다.

JTBC는 음원시장의 선순환에 기여하는 방송사가 되도록 최선을 다하겠습니다. 앞으로 더욱 수준 높은 음악 프로그램으로 시청자들에게 다가가겠습니다.— 2019년 9월 19일

JTBC가 음원 유통수익 미정산 건과 관련해 개선 방안을 마련했습니다. 지난 9월 ‘공정한 음악생태계 조성을 위한 연대모임’은 JTBC 음악 예능프로그램의 일부 음원 유통수익이 뮤지션 측에 제 때 지급되지 않았다는 문제를 제기했습니다. 이에 JTBC가 자체적으로 조사한 결과, 지금까지 음악 예능프로그램에 이용된 음원 중 정산이 지연된 사례가 100여 건에 달한다는 사실을 확인했습니다. JTBC는 '공정한 음악생태계 조성을 위한 연대모임' 등과 논의해 '조속한 정산'과 '프로세스 개선'을 하기로 했습니다.
[정산]
1. 미정산 음원에 대해 1차 정산 작업 2019년내 마무리
2. 미정산 음원에 한해 JTBC가 보유하고 있는 마스터권(음반제작자 저작인접권)을 뮤지션 측에 이전
[프로세스 개선]
1. 정산 과정의 투명성 제고
1) 음원 제작 비용 등에 대한 기준을 명확히 하고 정산 내역서 작성 의무화
2) 정산 내역에 대한 확인 및 이의 신청 제도 신설
2. 음원유통과 정산 전담 부서 지정
JTBC는 '슈가맨3'부터 앞으로 제작하는 모든 음악 프로그램에 위 개선방안을 적용할 예정입니다. 프로세스가 안정될 때까지 '공정한 음악생태계 조성을 위한 연대모임'과 지속적으로 협의하며 의견을 충분히 반영하겠습니다.

JTBC는 이번 사안을 계기로 음원유통 및 정산작업을 더욱 투명하고 신속하게 처리하겠습니다. 또한, 능력있는 뮤지션 발굴을 통해 음악 프로그램의 활성화에 기여 하겠습니다.— 2019년 10월 24일

## 참고 사항
- 방청객들은 연령층별로 10대(빨간색)부터 20대(파란색), 30대(초록색), 40대(노란색)까지 구성되어 있다.[8]
- 2019년 11월 15일 ~ 11월 29일 《긴급편성 - 슈가맨 3 특별 이벤트》의 특별 편성.
- 2019년 11월 22일 《다시 보고싶은 슈가맨》의 특별 편성.
- 2020년 1월 16일 ~ 1월 23일 《특집 슈가맨, 양준일 91.19》의 특별 편성.

## 최다 불 무대

### 시즌1
| 순위 | 이름        | 곡              | 불  |
| ---- | ----------- | --------------- | --- |
| 1    | 서주경      | 당돌한 여자     | 100 |
| 1    | 차수경      | 용서 못 해      | 100 |
| 1    | 철이와 미애 | 너는 왜         | 100 |
| 1    | 바나나걸    | 엉덩이          | 100 |
| 5    | Izi         | 응급실          | 98  |
| 6    | 이현섭      | My Love         | 97  |
| 6    | 황규영      | 나는 문제 없어  | 97  |
| 8    | 벅          | 맨발의 청춘     | 96  |
| 9    | 뱅크        | 가질 수 없는 너 | 95  |
| 9    | 량현량하    | 학교를 안 갔어! | 95  |

### 시즌2
| 순위 | 이름   | 곡              | 불  |
| ---- | ------ | --------------- | --- |
| 1    | 7공주  | Love Song       | 100 |
| 1    | 쥬얼리 | One More Time   | 100 |
| 1    | 솔리드 | 천생연분        | 100 |
| 4    | 팀     | 사랑합니다...   | 99  |
| 5    | 익스   | 잘 부탁드립니다 | 98  |
| 6    | 양동근 | 골목길          | 96  |
| 7    | 이지훈 | 왜 하늘은...    | 93  |
| 8    | 위치스 | 떳다!! 그녀!!   | 92  |
| 9    | 이기찬 | 감기            | 91  |
| 10   | 장나라 | Sweet Dream     | 89  |

### 시즌3
| 순위 | 이름           | 곡                  | 점수 |
| ---- | -------------- | ------------------- | ---- |
| 1    | 진주           | 난 괜찮아           | 100  |
| 1    | 자전거 탄 풍경 | 너에게 난 나에게 넌 | 100  |
| 1    | 자자           | Bus 안에서          | 100  |
| 4    | 김원준         | Show                | 98   |
| 5    | 양혜승         | 화려한 싱글         | 97   |
| 6    | 마로니에       | 칵테일 사랑         | 96   |
| 7    | 글루미 써티스  | 바꿔                | 95   |
| 8    | 더 크로스      | Don't Cry           | 93   |
| 9    | 신신애         | 세상은 요지경       | 92   |
| 10   | 장현철         | 걸어서 하늘까지     | 90   |
| 10   | 씨야           | 사랑의 인사         | 90   |

## 뜬다 안 뜬다
시즌 3부터 시작된 방식으로, 10대를 대상으로 진행되는 공식 질문이다. 이 슈가송이 만약 지금 발표된다면 인기가 많을 것 같은지를 조사한다. 생략된 회차도 있다.
| 순위 | 이름           | 곡                  | 불 |
| ---- | -------------- | ------------------- | -- |
| 1    | 양준일         | 리베카              | 25 |
| 1    | 애즈원         | 원하고 원망하죠     | 25 |
| 1    | 씨야           | 사랑의 인사         | 25 |
| 1    | 자자           | Bus 안에서          | 25 |
| 5    | 자전거 탄 풍경 | 너에게 난 나에게 넌 | 23 |
| 5    | 프리스타일     | Y (Feat. 정희경)    | 23 |
| 7    | 글루미 써티스  | 바꿔                | 21 |
| 8    | 정인호         | 해요                | 20 |
| 9    | LPG 1기        | 캉캉                | 19 |
| 9    | 조이디         | 9 to 5              | 19 |

## 등장 곡 이외의 곡 결과
- 정여진 - 〈빨강머리 앤〉 (98불)
- 한경일 - 〈내 삶의 반〉 (87불)
- 이소은 - 〈키친〉 (87불)

## 결방 사유
- 2018년 2월 18일 : 설 연휴 관계로 결방 되었다.
- 2019년 12월 27일 : 재방송으로 대체 하였다.